# Eastman, Georgia
Eastman är administrativ huvudort i Dodge County i Georgia. Eastman bosattes under 1800-talet och fick officiell status som kommun den 1 januari 1905. Orten fick sitt namn efter markägaren William Pitt Eastman. Enligt 2010 års folkräkning hade Eastman 4 962 invånare.

## Kända personer från Eastman
- Martha Hudson, friidrottare
- Williamson S. Stuckey, politiker